# Lúcio de Castro
Lúcio de Castro (Rio de Janeiro) é um historiador e jornalista brasileiro. 
Trabalhou nos canais esportivos ESPN e publicava opiniões e reportagens em seu blog, no site da ESPN. Filho do também jornalista Marcos de Castro, falecido em 2018, lançou a Agência Sportlight, um site voltado para o jornalismo investigativo. 

## Carreira
Nascido na cidade do Rio de Janeiro, Lúcio de Castro, antes de se tornar jornalista, formou-se em história. Começou sua carreira jornalista em 2000, no Jornal do Comércio. Em seguida, foi para o Jornal do Brasil, onde trabalhou junto com seu pai.
Lúcio é conhecido por suas posições críticas aos períodos sombrios de nossa história. Tido como 'boa praça', sempre menciona a barraca do Aguinaldo, no Rio de Janeiro.
Antes de chegar aos canais ESPN, teve passagens como repórter pelo Jornal O Globo, a TV Globo e o canal da Globosat, SporTV. 
Entre 2010 e 2014, trabalhou na ESPN Brasil, participando do programa Bate-Bola. Seguiu até 2016 na emissora, mas apenas alimentava sua coluna no site do canal. Também produziu, em 2012, o premiado documentário "Memórias do Chumbo – O Futebol nos Tempos do Condor", que mostravam as ligações das ditaduras latino-americanas nos anos 1970 com o futebol.
Em 2016 lançou o site de jornalismo investigativo Agência Sportlight. Também em 2016, escreveu em uma coluna no portal UOL.
Em 2019, junto de Mauro Cezar Pereira e Leandro Iamin, participou do podcast "Muito Mais Do Que Futebol", da Central 3. Este projeto terminou em 5 de fevereiro de 2021. 

## Prêmios
Por seus trabalhos jornalísticos recebeu vários prêmios:
- 2003 - Prêmio Embratel, em parceria com Fellipe Awi, com a série Nos porões do futebol;
- 2006 - Prêmio Embratel, com a série Os passos da paixão, na categoria Reportagem Esportiva;
- 2008 - Prêmio Direitos Humanos MJDH/OAB;
- 2008 - Prêmio Ibero-Americano (UNICEF-EFE);
- 2008 - Prêmio da Fundación Nuevo Periodismo (dirigida por Gabriel Garcia Márquez);
- 2009 - Prêmio Anamatra de Direitos Humanos, para o SporTV na categoria Imprensa, com a reportagem Escravos do século XXI;
- 2010 - Prêmio Direitos Humanos MJDH/OAB;[10]
- 2010 - Prêmio Ibero-Americano (UNICEF-EFE);
- 2010 - Prêmio da Fundación Nuevo Periodismo (dirigida por Gabriel Garcia Márquez);
- 2012 - Prêmio Vladimir Herzog;
- 2013 - Cinefoot, com o episódio Chile, da série Memórias do Chumbo – O Futebol nos Tempos do Condor;
- 2013 - Prêmio da Fundación Nuevo Periodismo (dirigida por Gabriel Garcia Márquez), pela série Memórias do Chumbo - o futebol nos tempos do Condor, na categoria Cobertura de Notícias.[11]